# Friso van Oranje-Nassau van Amsberg
Le prince Friso van Oranje-Nassau van Amsberg, prince et comte d'Orange-Nassau, écuyer (jonkheer) d'Amsberg, né le  25 septembre 1968 à Utrecht et mort le  12 août 2013 à La Haye, est le deuxième fils de la reine Beatrix des Pays-Bas de 1980 à 2013 et du prince consort allemand Claus von Amsberg. Il avait deux frères, le roi Willem-Alexander des Pays-Bas, et le prince Constantijn des Pays-Bas.

## Biographie
Il étudie la mécanique appliquée à l'aéronautique de l'Université de technologie de Delft aux Pays-Bas, la mécanique à l'Université de Californie à Berkeley aux États-Unis, puis les sciences économiques à l'université Érasme de Rotterdam aux Pays-Bas.
Le 24 avril 2004 dans la Vieille église de Delft, il épouse Mabel Wisse Smit sans la permission des États généraux ce qui lui fait perdre ses droits de succession au trône des Pays-Bas et son titre de prince des Pays-Bas.
Ils ont eu deux enfants : 
- la comtesse Emma Luana Ninette Sophie van Oranje-Nassau van Amsberg, jonkvrouw van Amsberg, née le 26 mars 2005 ;
- la comtesse Joanna Zaria Nicoline Milou van Oranje-Nassau van Amsberg, jonkvrouw van Amsberg, née le 18 juin 2006.

Après avoir travaillé dans la banque américaine Goldman Sachs, il devient, en 2011, directeur financier pour la société britannique Urenco, spécialisée notamment dans l'enrichissement de l'uranium.

## Accident de ski et mort
Le 17 février 2012, le prince Friso est victime d'une avalanche alors qu'il faisait du ski à Lech am Arlberg dans le Vorarlberg (Autriche). Il est transporté à l'hôpital universitaire d'Innsbruck dans un état grave mais stable,.
Le 24 février, les médecins communiquent leur diagnostic : le prince est dans le coma et peut se réveiller dans quelques mois, voire quelques années, ou même ne pas se réveiller. Et dans le cas où il se réveillerait, il est plus que probable qu'il ne retrouvera jamais ses entières facultés. Le 1er mars, le prince Friso est transféré dans un hôpital de Londres, ville où il réside avec sa femme et ses enfants.
Dans un état de conscience minimale, le prince Friso est transféré aux Pays-Bas au palais Huis ten Bosch le 9 juillet 2013. Sa mort est annoncée le 12 août 2013. Les funérailles, à l'église de Stulpkerk, sont strictement privées ; y assistent uniquement sa famille et le roi Harald V de Norvège, parrain du prince,.

## Titulature
- 25 septembre 1968 - 24 avril 2004 : Son Altesse Royale le prince Johan Friso des Pays-Bas, prince d'Orange-Nassau, écuyer d’Amsberg ;
- 24 avril 2004 - 12 août 2013 : Son Altesse Royale le prince Friso d'Orange-Nassau, comte d'Orange-Nassau, écuyer d'Amsberg.

Par son mariage avec Mabel Wisse Smit sans l'autorisation des États généraux, il perd ses droits de succession au trône des Pays-Bas ainsi que son titre de prince des Pays-Bas mais conserve néanmoins le prédicat d'altesse royale et le titre de prince d'Orange-Nassau lui est conservé à titre personnel et non plus héréditaire. Il est également, à sa demande, désigné sous le seul prénom de Friso.